# Daspit-Gletscher
Der Daspit-Gletscher ist ein 10 km langer Gletscher an der Bowman-Küste des Grahamlands auf der Antarktischen Halbinsel. Er fließt entlang der Südseite des Mount Shelby in ostnordöstlicher Richtung zum Kopfende des Trail Inlet.
Die Mannschaft der East Base bei der United States Antarctic Service Expedition (1939–1941) entdeckte ihn. Luftaufnahmen entstanden 1947 bei der US-amerikanischen Ronne Antarctic Research Expedition (1947–1948). Der Falkland Islands Dependencies Survey nahm 1948 Vermessungen des Gletschers vor. Namensgeber ist der spätere Rear Admiral Lawrence Randall Daspit (1905–1979), der behilflich war, Unterstützung durch die United States Navy für die Ronne Antarctic Research Expedition zu erhalten.